# Leptothrips singularis
Leptothrips singularis är en insektsart som beskrevs av Ian A. Hood 1941. Leptothrips singularis ingår i släktet Leptothrips och familjen rörtripsar. Inga underarter finns listade i Catalogue of Life.